# Mellicta dejonides
Mellicta dejonides är en fjärilsart som beskrevs av Wagner 1918. Mellicta dejonides ingår i släktet Mellicta och familjen praktfjärilar. Inga underarter finns listade i Catalogue of Life.